# Balbina Airport
Balbina Airport är en flygplats i Brasilien.   Den ligger i kommunen Presidente Figueiredo och delstaten Amazonas, i den nordvästra delen av landet, 2 000 km nordväst om huvudstaden Brasília. Balbina Airport ligger 158 meter över havet.
Terrängen runt Balbina Airport är huvudsakligen platt, men åt nordost är den kuperad. Balbina Airport ligger uppe på en höjd. Trakten runt Balbina Airport är nära nog obefolkad, med mindre än två invånare per kvadratkilometer..
I omgivningarna runt Balbina Airport växer i huvudsak städsegrön lövskog.